# Franchel Ibara
Franchel Ibara (Brazzaville, 27 luglio 1989) è un ex calciatore congolese (Repubblica del Congo), di ruolo centrocampista.

## Carriera

### Club
Durante la sua carriera ha giocato con varie squadre di club, e per un breve periodo ha giocato nel Sochaux 2.

### Nazionale
Conta varie presenze con la Nazionale congolese.

## Palmarès

### Club

#### Competizioni nazionali
- Campionato congolese: 1

Etoile du Congo: 2006
Leopards: 2012-2013
- Coppa della Repubblica del Congo: 1

Leopards: 2012-2013